# 鄭鎮奭
鄭鎮奭（韓語：정진석；1931年12月7日—2021年4月27日）是韓國籍天主教司鐸級樞機，生前曾任首爾總教區總主教兼任平壤教區宗座署理。

## 生平
鄭鎮奭於1931年12月7日在日治朝鮮首都京城府出生。他在進入京城神學院前曾短暫就讀於首爾國立大學化學工程。後來他於1954年獲得神學學士學位。他在香港就讀社會學後於1961年3月18日在漢城總教區晉鐸。
然後，他做在漢城牧靈工作，直到成為其小修道院教授，在1962年擔任教廷公證員。1964年至1965年，擔任教廷秘書長和天主教會副國務卿。從1968年10月到1970年，在羅馬宗座傳信大學學習《教會法》。
他於1970年10月3日晉牧，並獲教宗若望·保祿二世任命為清州教區主教。1998年4月3日，他獲任命為漢城總教區總主教並且同年6月6日兼任平壤教區宗座署理。他於同年6月29日就任總主教一職。他於1998年當選韓國主教團主席，因此作為韓國天主教會的發言人。
他於2006年3月24日獲擢升為司鐸級樞機並於同年5月6日獲任命為宗座家庭理事會成員。他於2007年2月3日獲任命為宗座組織和經濟問題理事會和宗座大眾傳播理事會成員。他於2012年5月10日榮休，廉洙政接替成為首爾總教區正權總主教。
2021年4月27日在首尔市圣玛丽医院逝世，享耆寿90岁。